# Fontenet
Fontenet település Franciaországban, Charente-Maritime megyében. Lakosainak száma 392 fő (2022. január 1.). Fontenet Asnières-la-Giraud, Saint-Julien-de-l’Escap, Sainte-Même és Varaize községekkel határos.

## Népesség
A település népességének változása:
| Lakosok száma | 454  | 393  | 365  | 369  | 400  | 409  | 396  | 392  | 391  | 392  |
|               | 1968 | 1982 | 1990 | 2006 | 2013 | 2015 | 2017 | 2019 | 2020 | 2022 |